# Péter Ilku
Péter Ilku Kampfl (Dorog, 22 febbraio 1936 – Esztergom, 15 settembre 2005) è stato un calciatore ungherese, naturalizzato spagnolo, di ruolo centrocampista.

## Biografia
Suo fratello, István Ilku, era anch'egli calciatore.

## Carriera
Con l'Atlético Madrid vinse una Coppa di Spagna nel 1959-60.